# Lutz Geldsetzer
Lutz Geldsetzer (* 28. Februar 1937 in Minden; † 14. August 2019 in Düsseldorf) war ein deutscher Philosoph.
Er war Mitbegründer und Mitherausgeber des Journal for General Philosophy of Science, Mitherausgeber der Werke von Jakob Friedrich Fries sowie von 1971 bis 2002 Professor für Philosophie an der Universität Düsseldorf.

## Leben
Lutz Geldsetzer absolvierte 1956 sein Abitur am Staatlichen Gymnasium in Alzey. Nach dem Studium der Philosophie und der Nebenfächer Soziologie/Ethnologie sowie Recht an der Johannes Gutenberg-Universität Mainz promovierte er 1961 über die Ideenlehre Jakob Wegelins zum Dr. phil. 1961/62 folgten Postgraduiertenstudien an der Sorbonne, Paris, als Stipendiat der Studienstiftung des deutschen Volkes, und 1963 ein Forschungsstipendium der Fritz Thyssen Stiftung und eine Stelle als wissenschaftlicher Mitarbeiter am Philosophischen Seminar der Johannes Gutenberg-Universität in Mainz. Im Anschluss wurde er von 1963 bis 1967 wissenschaftlicher Assistent am Philosophischen Institut der damaligen Medizinischen Akademie und wirkte seit 1964 in gleicher Position für drei Jahre an der Universität Düsseldorf. Seine Habilitation für das Fach Philosophie erfolgte 1967. Danach erhielt er 1969 die Stelle eines  außerplanmäßigen Professors für Philosophie in Düsseldorf und lehrte dort von 1971 bis 2002 als Professor für Philosophie und Leiter der Forschungsabteilung für Wissenschaftstheorie. Lutz Geldsetzer wurde im Jahr 2002 pensioniert, führte aber seine Lehrtätigkeit an der Heinrich-Heine-Universität Düsseldorf noch bis kurz vor seinem Tode fort.

## Wirken
In über 30 Jahren Lehr- und Forschungstätigkeit hat Geldsetzer gleichsam als Spezialist für das Allgemeine (so die Charakterisierung des Philosophen schlechthin von Auguste Comte) eine große Bandbreite an philosophischen Themen sowohl im Bereich der Philosophiegeschichte als auch in der systematischen Philosophie beherrscht. Für den philosophischen Lehrbetrieb äußerst selten geworden, deckte er nicht nur die gesamte Philosophiegeschichte über Altertum, Mittelalter, Neuzeit und Gegenwart, sondern auch die Grund- und Bereichsdisziplinen der Philosophie (Metaphysik, Ontologie, Erkenntnistheorie, Praktische Philosophie, philosophische Anthropologie) ab. Zudem befasste er sich mit der Philosophie anderer Kulturen, wobei hier die chinesische Philosophie einen Schwerpunkt bildete.
Philosophisch war Geldsetzer dem Idealismus zuzurechnen, wobei er versuchte, sensualistische Elemente, wie sie bei George Berkeley vorkommen, mit der systematischen Tradition des deutschen Idealismus zu verbinden. Dies kommt u. a. in seiner pyramidalen Logik von 1987 zum Ausdruck, in der Geldsetzer versuchte, die Logik nicht auf Aussagen, sondern zunächst auf Begriffen aufzubauen, die als Strukturgebilde mit intensionalem Gehalt und extensionalem Geltungsbereich aufgefasst und in einer anschaulichen pyramidalen Notation dargestellt werden können.

## Schriften (Auswahl)
- Die Ideenlehre Jakob Wegelins. Ein Beitrag zum philosophisch-politischen Denken der deutschen Aufklärung, Meisenheim am Glan, 1963.
- Die dogmatische Hermeneutik der Jurisprudenz bei Thibaut und ihre geschichtlichen Voraussetzungen, Düsseldorf, 1966.
- Philosophengalerie. Bildnisse und Bibliographien von Philosophen aus dem 11. bis 17. Jahrhundert, Philosophia Verlag, Düsseldorf, 1967.
- Matthias Flacius Illyricus und seine Hermeneutik, Düsseldorf, 1969.
- Allgemeine Bücher- und Institutionenkunde für das Philosophiestudium, Alber, Freiburg / München, 1971. ISBN 3-495-47211-8
- Vorländer: Geschichte der Philosophie, Bd. III. 1. Teilband: Die Philosophie in der ersten Hälfte des 19. Jahrhunderts. Neubearbeitung v. Lutz Geldsetzer, Hamburg, 1975.
- In Honorem. Eine Bibliographie der philosophischen Festschriften und ihrer Beiträge, Düsseldorf, 1975.
- Bibliography of the International Congresses of Philosophy. Proceedings 1900–1978, München: Saur, 1978.
- Chinesisch-deutsches Lexikon der chinesischen Philosophie, Aalen, 1986.
- Logik, Aalen, 1987.
- Chinesisch-deutsches Lexikon der Klassiker und Schulen der chinesischen Philosophie, Aalen, 1991.
- Chinesisch-Deutsches Lexikon der chinesischen philosophischen Klassikerwerke. Übersetzt aus dem Ci Hai von L.G. und Hong H.-D., Aalen, 1995.
- Die Philosophenwelt in Versen vorgestellt, Reclam, Stuttgart, 1995. ISBN 3-15-009404-6

## Über Lutz Geldsetzer
- Ideengeschichte und Wissenschaftsphilosophie, Festschrift für Lutz Geldsetzer. Hrsg. von R. Dodel, E. Seidel and L. Steindler, Köln 1997